# Wells Fargo Building
Das Wells Fargo Building ist ein Hochhaus in Downtown Davenport, Iowa. Es ist im National Register of Historic Places unter dem Namen American Commercial and Savings Bank, dem Namen zur Zeit der Fertigstellung, gelistet. Neben Büros beinhaltet es auch Platz für Einzelhandel und Wohnungen. Es ist das höchste Gebäude der Stadt und in der Region der Quad Cities.

## Geschichte
Die German Savings Bank wurde von Henry Lischer und H.H. Anderson im Jahre 1869 gegründet. Um 1916 war sie die größte Bank in Iowa. Da sich im Zuge des Ersten Weltkrieges die weitverbreitete Meinung gegen Deutschland richtete, wurde die Bank in American Commercial and Savings Bank umbenannt.
In den 1920er Jahren wurde die Security Savings Bank in die Gruppe eingegliedert. Zur Zeit der Weltwirtschaftskrise nahm American Commercial and Savings Bank die Iowa National Bank, die Citizens Trust and Savings Bank und die Farmers and Merchants Bank auf. Sie war eine von nur fünf aktiven Banken zur Zeit, als Präsident Franklin D. Roosevelt im Jahre 1933 den Emergency Banking Act verabschiedete. Die übrigen vier waren: Bechtel Trust Company, Northwest Davenport Savings Bank, Union Savings Bank and Trust und Home Savings Bank. Sie war außerdem eine von nur zwei Banken, die in Davenport wiedereröffnet wurde. Unter dem neuen Vorstand von E.P. Adler wurde der Name in Davenport Bank and Trust Company umgeändert. Ab 1936 begann sie sich zu erholen und wurde die zweitgrößte Bank in Iowa.
V.O. Figge schloss sich 1931 als Bankrevisor an und Vizepräsident, Präsident und CEO der Bank bis ins Jahr 1992, als sie von Norwest Bank aufgekauft wurde. Es entstand Wells Fargo, als die beiden Bank im November 1998 fusionierten. Im Jahre 2005 kaufte Financial District Properties das Gebäude und ist bis heute Eigentümer. Im Zuge einer Sanierung im Jahre 2013 wurden für 7,5 Mio. US-$ der fünfte, neunte, zehnte und elfte Stock in 29 Apartments umgebaut. Wells Fargo bleibt neben anderen Unternehmen weiterhin Hauptmieter.

## Architektur
Das Gebäude wurde vom Chicagoer Architektenbüro Weary and Alford entworfen. Walsh-Kahl Construction Company errichtete das Gebäude zwischen 1926 und 1927. Das Bauwerk sollte ein Abbild der Wirksamkeit der Bank in der Stadt darstellen. Das Hauptgebäude zählt 12 Stockwerke und besteht aus einem mit Kalkstein verkleidetem Stahlgerüst. Der untere Teil der Fassade besteht aus einem metallischen, mit Ornamenten verzierten Eingang, mit stilisierten Buchstaben versehenen Säulen und zurückgesetzten, romanischen Bogenfenstern. Der Rest entspricht einem normalen, zeitgenössischen Bürogebäude. Der obere Teil besteht aus einem tempelartigen Aufbau sowie einem dreistöckigen Uhrturm. Das Gebäude ist insgesamt 78 Meter (255 ft) hoch. Im Westen befindet sich zusätzlich ein Anbau und ein Parkhaus, die in den 1970er Jahren erbaut wurden.
Das Gebäude hat bis heute seine ursprünglich Raum für Bankgeschäfte beibehalten. Es besteht aus einem mehrstöckigen Raum mit einer kunstvoll bemalten Decke. Durch die großen Fenster gelangt Lich in den Raum. Die Decke besteht aus einem Kreuzgewölbe und wurde mehrfarbig bemalt. An der Südwand hängt seit 1928 außerdem ein Bild städtischen Künstlers Hiram Thompsen, auf dem die Unterzeichnung des Vertrages zwischen den Stämmen der Sauk und der Fox und der US-Regierung nach dem Black-Hawk-Krieg abgebildet ist. Der Rest der Einrichtung besteht aus Holz- und Marmorelementen.
Am 7. Juli 1983 wurde das Wells Fargo Building als Baudenkmal in das National Register of Historic Places aufgenommen.

## Verzierung
Das große Deckengemälde wurde von Chicagoer Künstler Alexander Rinoskopf entworfen und von der städtischen Firme Hartman and Sedding ausgeführt. Zehn Männer legten dazu eine 78 Meter große Schablone aus und zwei Künstler trugen das Gemälde in Öl auf. Das Kunstwerk im Stile der italienischen Renaissance enthält Motive wie Spiralen, Festons und Greife. Weiterhin gibt es 10 Wandgemälde von 2 Metern Höhe, die die Geschichte Davenports von der Gründung bis zum Sezessionskrieg darstellen. Das größte Bild ist das an der Südwand, welches die Unterschreibung des Vertrages abbildet. Die Maße betragen 5 × 3 Meter. Es zeigt den General Winfield Scott, sein Dolmetscher und Gründer von Davenport, Antoine LeClaire, und die Chiefs Keokuk und Pashapaho.